# 木本花音
木本 花音（きもと かのん、1997年〈平成9年〉8月11日 - ）は、日本の元女優、タレントであり、女性アイドルグループ・SKE48およびHKT48の元メンバーである。愛知県出身。元ノックアウト所属。

## 略歴
2010年
- 6月26日放送 NHK教育『中学生日記』に出演[1]。
- 9月30日、『SKE48第4期生オーディション』に合格（応募総数5,888名、最終合格者16名）[2]。
- 10月、レコーディングの時点では公演デビュー前で正式メンバーでもなかったが、SKE48の4thシングル「1!2!3!4! ヨロシク!」で山田恵里伽と共に、研究生ながらも初めて選抜メンバーに選出される。
- 12月6日、研究生からチームE初期メンバーに選抜される。

2011年
- 1月1日、元旦公演においてチームEのメンバーとして初めてSUNSHINE STUDIO（現・SKE48劇場）のステージに立ち、金子栞とともにセンターポジションを務める。
- 2月16日、AKB48の20thシングル「桜の木になろう」のカップリング「偶然の十字路」では、アンダーガールズの一員として初めてAKB48名義のCDに参加し、センターのポジションに立った。

2012年
- 5月から6月にかけて実施された『AKB48 27thシングル選抜総選挙』では56位で、フューチャーガールズに選出された[3]。
- 2012年9月18日に開催された『AKB48 29thシングル選抜じゃんけん大会』では4回戦まで勝ち進み、シングル表題曲選抜入りを果たした[4]。

2013年
- 5月から6月にかけて実施された『AKB48 32ndシングル選抜総選挙』では31位で、アンダーガールズに選出された[5]。

2014年
- 1月、SKE48とGALAXYによる新ユニットGALAXY of DREAMSが結成され、メンバーに選出された[6]。
- 2月24日に開催された『AKB48グループ大組閣祭り』において、HKT48チームKIVとの兼任が発表された[7][8]。
- 4月5日に開催された『AKB48グループ 春コン in さいたまスーパーアリーナ 〜思い出は全部ここに置いていけ!〜』HKT48コンサートで、HKT48の一員としての兼任活動を開始[9]。
- 5月8日、チームKIV 1st Stage「シアターの女神」公演の初日公演でHKT48劇場に初出演[10]。
- 5月から6月にかけて実施された『AKB48 37thシングル選抜総選挙』では50位で、フューチャーガールズに選出された[11]。

2015年
- 3月26日に開催された『AKB48春の単独コンサート〜ジキソー未だ修行中!〜』において、HKT48チームKIVとの兼任解除が発表された。
- 5月25日、HKT48チームKIV「シアターの女神」公演での「木本花音を送る会」をもってHKT48としての活動（兼任）を終了。
- 5月から6月にかけて実施された『AKB48 41stシングル選抜総選挙』では48位で、ネクストガールズに選出された。
- 10月5日、劇場デビュー7周年記念特別公演において、SKE48内のユニット「キャラメルキャッツ」のメンバーに選ばれる[12]。

2016年
- 5月から6月にかけて実施された『AKB48 45thシングル選抜総選挙』では68位で、アップカミングガールズに選出された。

2017年
- 10月27日、SKE48劇場でのチームE公演でグループから卒業することを発表[13]。
- 12月1日、SKE48としての活動を終了。

2018年
- 7月1日、ノックアウト所属。

2021年
- 5月31日、ノックアウトを退所し芸能界を引退[14][15]。

## 人物
- 愛称は、のん[16]。
- 好きな食べ物は餃子[17][18]。レギュラー出演していた『AKBと××!』では餃子のかぶり物をして関西の餃子を紹介する「ギョウ・ザのんの餃子食べるのん」というグルメコーナーを担当した。その他の好物は刺身（特にタコ）[19]、日本茶である[20]。
- 好きなアーティストはaikoといきものがかりであることをブログで挙げた[21]。また、2人いる兄の影響で尾崎豊の曲を聴いており、「暗い沈んだ曲が好き」である[22]。
- 趣味はサッカー観戦で、名古屋グランパスエイトのファンである[18][23]。
- 小学生時代にバスケットボール部中学生時代には合唱部に所属していた[21]。

### SKE48
- キャッチフレーズは「みんなのハートで包んでちょーだい! ○歳の木本花音です」[24]、佐藤実絵子の考案による「のんのんのんのん、がんばるのん♪ キャハッ♡ (中学○年生)○歳の木本花音です」などを使用していた[25]。
- チームS、チームKIIのメンバーには可愛がられており、チームEのメンバーでは金子栞と特に仲が良かった[26]。
- ブログ記事のタイトルには「（花・з・）〜♪」という絵文字を多用している。

## SKE48・HKT48在籍時の参加楽曲

### シングル選抜楽曲
SKE48名義
- 1!2!3!4! ヨロシク!
  - そばにいさせて
  - 青春は恥ずかしい - 「紅組」名義
- バンザイVenus
- パレオはエメラルド
  - 積み木の時間
  - 花火は終わらない - 「セレクション8」名義
- オキドキ
  - 初恋の踏切
  - 歌おうよ、僕たちの校歌 - 「セレクション8」名義
- 片想いFinally
  - 今日までのこと、これからのこと
  - 寡黙な月 - 「セレクション8」名義
- アイシテラブル!
- キスだって左利き
- チョコの奴隷
- 美しい稲妻
  - シャララなカレンダー - 「Team E」名義
  - バンドをやろうよ - 「マジカルバンド」名義
- 賛成カワイイ!
  - 道は なぜ続くのか? - 「愛知トヨタ選抜」名義
  - ずっとずっと先の今日 - 「セレクション18」名義
- 未来とは?
  - GALAXY of DREAMS - 「GALAXY of DREAMS」名義
  - Mayflower - 「九龍嬢（ドラゴンガールズ）」名義
  - 待ち合わせたい - 「Team E」名義
- 不器用太陽
  - 友達のままで - 「セレクション10」名義
  - バナナ革命 - 「Team E」名義
- 12月のカンガルー
  - I love AICHI - 「愛知トヨタ選抜」名義
  - 青春カレーライス - 「Team E」名義
- コケティッシュ渋滞中
  - 僕は知っている - 「DOCUMENTARY of SKE48」名義
  - 音を消したテレビ - 「Team E」名義
- 前のめり
  - 長い夢のラビリンス - 「Team E」名義
- チキンLINE
  - 望遠鏡のない天文台 - 「Passion For You 選抜」名義
  - Is that your secret? - 「Team E」名義
- 金の愛、銀の愛
  - ハッピーランキング - 「ランクインガールズ2016」名義
  - サヨナラが美しくて - 「柴田阿弥と4期生」名義
- 意外にマンゴー
  - オレトク - 「Team E」名義

HKT48名義
- 控えめI love you !
  - 夏の前 - 「Team KIV」名義
- 12秒
  - ロックだよ、人生は…
  - ハワイへ行こう - 「Team KIV」名義

AKB48名義
- 「桜の木になろう」に収録
  - 偶然の十字路 - 「アンダーガールズ」名義
- 「フライングゲット」に収録
  - 野菜占い - 「野菜シスターズ2011」名義
- 「風は吹いている」に収録
  - 君の背中 - 「アンダーガールズ」名義
- 「GIVE ME FIVE!」に収録
  - NEW SHIP - 「スペシャルガールズA」名義
- 真夏のSounds good !
- 「ギンガムチェック」に収録
  - Show fight ! - 「フューチャーガールズ」名義
- 「UZA」に収録
  - 次のSeason - 「アンダーガールズ」名義
- 永遠プレッシャー
  - 強がり時計 - 「SKE48」名義
- 「So long !」に収録
  - Waiting room - 「アンダーガールズ」名義
- さよならクロール
- 「恋するフォーチュンクッキー」に収録
  - 愛の意味を考えてみた - 「アンダーガールズ」名義
- 「ハート・エレキ」に収録
  - 快速と動体視力 - 「アンダーガールズ」名義
- 「鈴懸の木の道で「君の微笑みを夢に見る」と言ってしまったら僕たちの関係はどう変わってしまうのか、僕なりに何日か考えた上でのやや気恥ずかしい結論のようなもの」に収録
  - Escape - 「SKE48」名義
- 「前しか向かねえ」に収録
  - 昨日よりもっと好き - 「Smiling Lions」名義
- ラブラドール・レトリバー
- 「心のプラカード」に収録
  - 性格が悪い女の子 - 「フューチャーガールズ」名義
- 「希望的リフレイン」に収録
  - 歌いたい - 「かとれあ組」名義
- 「Green Flash」に収録
  - 世界が泣いてるなら - 「SKE48」名義
- 「ハロウィン・ナイト」に収録
  - 水の中の伝導率 - 「ネクストガールズ」名義
- 「君はメロディー」に収録
  - Gonna Jump - 「SKE48」名義
- 「LOVE TRIP/しあわせを分けなさい」に収録
  - 2016年のInvitation - 「アップカミングガールズ」名義
- 「シュートサイン」に収録
  - Vacancy - 「SKE48」名義
- 「願いごとの持ち腐れ」に収録
  - イマパラ

### アルバム選抜楽曲
SKE48名義
- 『この日のチャイムを忘れない』に収録
  - みつばちガール - 「チームE」名義
  - ポニーテールとシュシュ - 「チームE」名義
  - 拗ねながら、雨… - 「セレクション8」名義
- 『革命の丘』に収録
  - 夏よ、急げ!
  - ゼロベース
  - ホライズン - 「愛知トヨタ選抜」名義

AKB48名義
- 『ここにいたこと』に収録
  - ここにいたこと
- 『1830m』に収録
  - いつか見た海の底 - 「Up-and-coming girls」名義
  - 青空よ 寂しくないか?
- 『次の足跡』に収録
  - Stoicな美学
  - ぽんこつブルース
- 『ここがロドスだ、ここで跳べ!』に収録
  - 僕たちのイデオロギー

### その他の参加楽曲
- シングル「コップの中の木漏れ日」（「ラブ・クレッシェンド」名義）
  - あの先の未来まで - 「キャラメルキャッツ」名義
  - お楽しみは明日から - 「愛知トヨタ選抜」名義

### 劇場公演ユニット曲

#### SKE48名義
チームE 1st Stage「パジャマドライブ」公演
- 天使のしっぽ

チームE 2nd Stage「逆上がり」公演
- わがままな流れ星

チームE 3rd Stage「僕の太陽」公演
- 僕とジュリエットとジェットコースター
- 愛しさのdefense（木下有希子のユニットアンダー）

 チームE 4th Stage「手をつなぎながら」公演
- Glory days（1st UNIT）
- ウィンブルドンへ連れて行って（2nd UNIT）

 チームE 5th Stage「SKEフェスティバル」
- 涙に沈む太陽

#### HKT48名義
チームKIV 1st Stage「シアターの女神」公演
- ロッカールームボーイ
- キャンディー（宮脇咲良のアンダー）

## 出演

### テレビドラマ
- 中学生日記 保健室の初恋（4）初恋クロール（2010年6月26日、NHK教育・名古屋放送局制作）
- マジすか学園2 第5話・第6話・最終話（2011年5月14日・21日・7月2日、テレビ東京） - ミソ 役
- マジすか学園3（2012年7月14日 - 10月6日、テレビ東京） - なんてね 役
- 受験ゾンビ（2019年10月20日、フジテレビTWO） - 西村真紀 役[27]
- ワカコ酒 Season5 第7話（2020年5月19日、BSテレ東） - 店員 役
- 竜の道 二つの顔の復讐者 第3話（2020年8月11日、関西テレビ・フジテレビ） - ユキ 役

### バラエティ
- AKBと××!（2011年4月21日 - 不定期出演、読売テレビ） - 2011年4月21日から2012年3月15日まで「××選抜」としてレギュラー出演。
- コスプレイヤー・美保純（2018年12月22日・2019年2月9日、チャンネルNECO）

### その他のテレビ番組
- グランパスTVプラス（2012年3月4日 - 2013年3月31日、CBCテレビ）
- Rの法則（2013年9月16日 - 2017年、NHK Eテレ） - 第4期R'sメンバー（R'sナンバー：000071）

### 劇場アニメ
- 劇場版 しまじろうのわお! しまじろうとえほんのくに（2016年3月11日、東宝） - キッキー 役[28]

### 舞台
- 逆転裁判～逆転のパラレルワールド～（2020年5月1日 - 10日、サンシャイン劇場） - 狩魔冥 役[29]

### ネット配信
- 学校の怪談 第7話「お静かに」（2012年8月、BeeTV）

### その他
- DAMチャンネル（2015年2月、SKE48期間限定MC）[30]